# Загородники
Загоро́дники (лат. hortulanus) — порівняно вільна категорія збіднілого населення в Україні, Білорусі та Польщі XIV—XVII ст. (Польсько-Литовській державі).
Діставали від землевласників право освоювати цілинні землі за межами орних ділянок — «за городами», за що звільнялися на 10 років від феодальної ренти. 

Часто можновладці спеціально зобов'язували селян селитися на неосвоєних землях, відібраних чи набутих перед цим якимось чином у місцевої общини (громади).
Перебування в такому статусі понад 10 років, як правило, перетворювало загородників на кріпаків.
Із розвитком товарно-грошових відносин загородники як соціальна група поступово зникають.